# IATA-luchthavencode
De IATA-luchthavencode is een drieletterige code ontworpen om ieder vliegveld ter wereld (en ook sommige stations) herkenbaar te maken. Deze luchthavenidentificatiecodes worden vastgesteld door de IATA (International Air Transport Association). Hoewel reisagenten lid kunnen zijn van de IATA, hebben zij niets te maken met de toewijzing van deze codes. De lijst met IATA-luchthavencodes wordt drie keer per jaar gepubliceerd in de IATA Airline Coding Directory.
De toekenning van deze codes geschiedt volgens de richtlijn IATA 767 en wordt beheerd door het hoofdkwartier van de IATA in Montreal (Canada). IATA verzorgt ook codes voor treinstations en voor plaatsen waar bagage afgehandeld wordt. De codes zijn vaak prominent te zien op bagage-etiketten die bij de bagageafhandeling op de bagage geplakt worden.
De IATA-codes zijn de bekendste, maar niet de enige luchthavencodes. De vierletterige ICAO-luchthavencodes worden ook veel gebruikt. Deze zijn ook uitgegeven voor vliegvelden waar geen commerciële maatschappijen op vliegen. Alle internationale vluchten worden gepland en gevolgd met gebruik van de ICAO-codes (International Civil Aviation Organization). 

## Stations en andere alternatieve locaties
In tegenstelling tot wat de naam doet veronderstellen beperkt IATA de uitgifte van IATA-luchthavencodes niet tot enkel maar luchthavens. Zo bestaan er ook codes voor belangrijke trein- en busstations. De reden voor deze uitbreiding ligt in het feit dat luchtvaartorganisaties meer en meer alternatieve vervoersvormen inschakelen voor zogenaamde feeder flights. Ook zijn er codes die gebruikt worden als locatieaanduiding voor afdelingen of vestigingen van luchtvaartmaatschappijen. Dit in verband met het onderlinge communicatiesysteem SITA dat onder meer een locatiecode nodig heeft voor elke aansluiting. Zo bestaat HAG voor Den Haag (het oorspronkelijke hoofdkantoor van KLM, later een administratief centrum in Rijswijk) en wordt SPL gebruikt voor de locatie Schiphol (in tegenstelling tot AMS dat als locatiecode voor het KLM kantoor in Amstelveen gebruikt wordt).
Luchtvaartorganisaties maken gebruik van deze alternatieve locaties binnen hun normale structuur van vluchten en tickets. Zo heeft bijvoorbeeld het hogesnelheidstreinstation Brussel-Zuid in België de IATA-luchthavencode ZYR gekregen. Het is mogelijk om met Air France vanuit ZYR met de trein te vertrekken voor een aansluitende vlucht via CDG (luchthaven Charles de Gaulle, Parijs, Frankrijk). Of om bij KLM één gecombineerd ticket te kopen om vanuit ZYR met de Eurostar naar Schiphol te rijden en vandaar naar de eindbestemming te vliegen.

## Beperkte lijst
De volgende lijst met IATA-luchthavencodes is beperkt. Voor een uitgebreidere lijst, zie Vliegvelden gesorteerd naar IATA-code.
- AMS - Amsterdam Airport Schiphol (Nederland)
- BRU - Brussels Airport (België)
- CDG - Aéroport de Paris-Charles de Gaulle (Frankrijk)
- DEL - Delhi Indira Gandhi International Airport (India)
- DXB - Dubai International Airport (Verenigde Arabische Emiraten)
- JFK - John F. Kennedy International Airport (New York, Verenigde Staten)
- LAX - Los Angeles International Airport (Verenigde Staten)
- LHR - Londen Heathrow Airport (Verenigd Koninkrijk)
- PEK - Beijing Capital Airport (China)
- PVG - Shanghai Pudong Airport (China)

### Stations
In Nederland:
| IATA | Station                    |
| ---- | -------------------------- |
| QRH  | station Rotterdam Centraal |
| QRZ  | station Breda              |
| ZYA  | station Amsterdam Centraal |
| ZYH  | station Den Haag Centraal  |

In België:
| IATA | Station            |
| ---- | ------------------ |
| ZWE  | Antwerpen-Centraal |
| ZYR  | Brussel-Zuid       |
| ZYZ  | Antwerpen-Berchem  |